# Геллер, Пётр Исаакович
Пётр Исаа́кович Ге́ллер (при рождении Пейсах Ицкович Геллер; 10 декабря 1862, Шклов, Могилёвская губерния — 23 января 1933, Ленинград) — русский и советский художник еврейского происхождения.

## Биография
В 6 лет он с родителями переселился в Керчь-Еникале, где получил домашнее образование. Подготовившись в Одесском рисовальном училище, он в 1878 году поступил в Петербургскую академию художеств, которую окончил в 1883 году, получив звание классного художника 1-й степени.
В 1886 году за картину «Посвящение Иоанна Грозного перед смертью в монахи» Геллер получил звание классного художника 1-й степени. Первая его картина на вольный сюжет, «Присяга евреев-новобранцев», была приобретена с академической выставки 1887 году музеем Императорской Академией художеств. С того времени Геллер стал ежегодно выставлять картины на исторические и бытовые темы.
Участник выставок «С.-Петербургского общества художников», АХРР, «Общества художников им. А. И. Куинджи», Императорской Академии художеств.
Как крупные работы Геллера, так и мелкие, число которых достигает двухсот, почти всецело посвящены русской жизни и русской истории. Еврейские темы весьма редко вдохновляли Геллера. Только события последних лет существования имперской России с погромами, репрессиями и повальным бегством евреев из разгромленных мест вызвали у него несколько работ, рисующих исключительное положение евреев в России.
Художник скончался 23 января 1933 года и похоронен в Ленинграде на Преображенском еврейском кладбище.
Произведения П. И. Геллера хранятся в ГТГ, ГРМ и других музейных и частных собраниях.

## Галерея

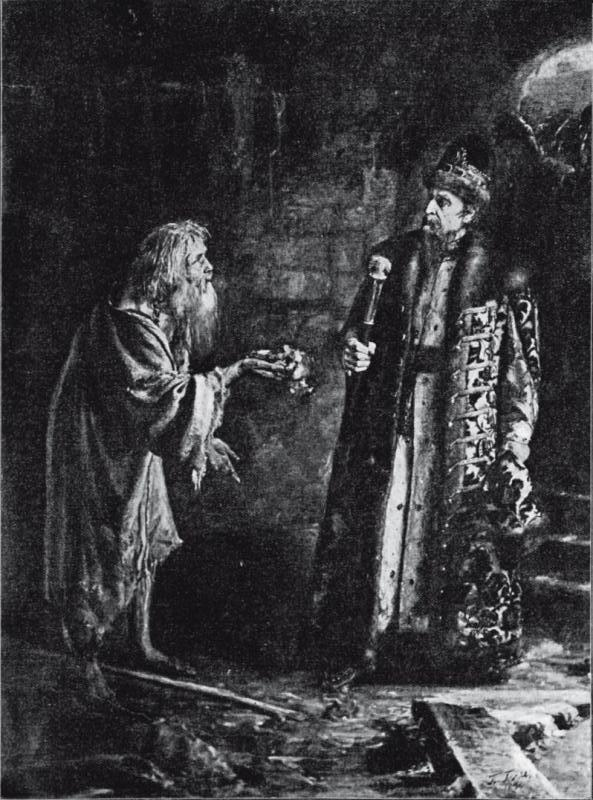
Иван Грозный и псковский юродивый Никола Салос (1894 год)
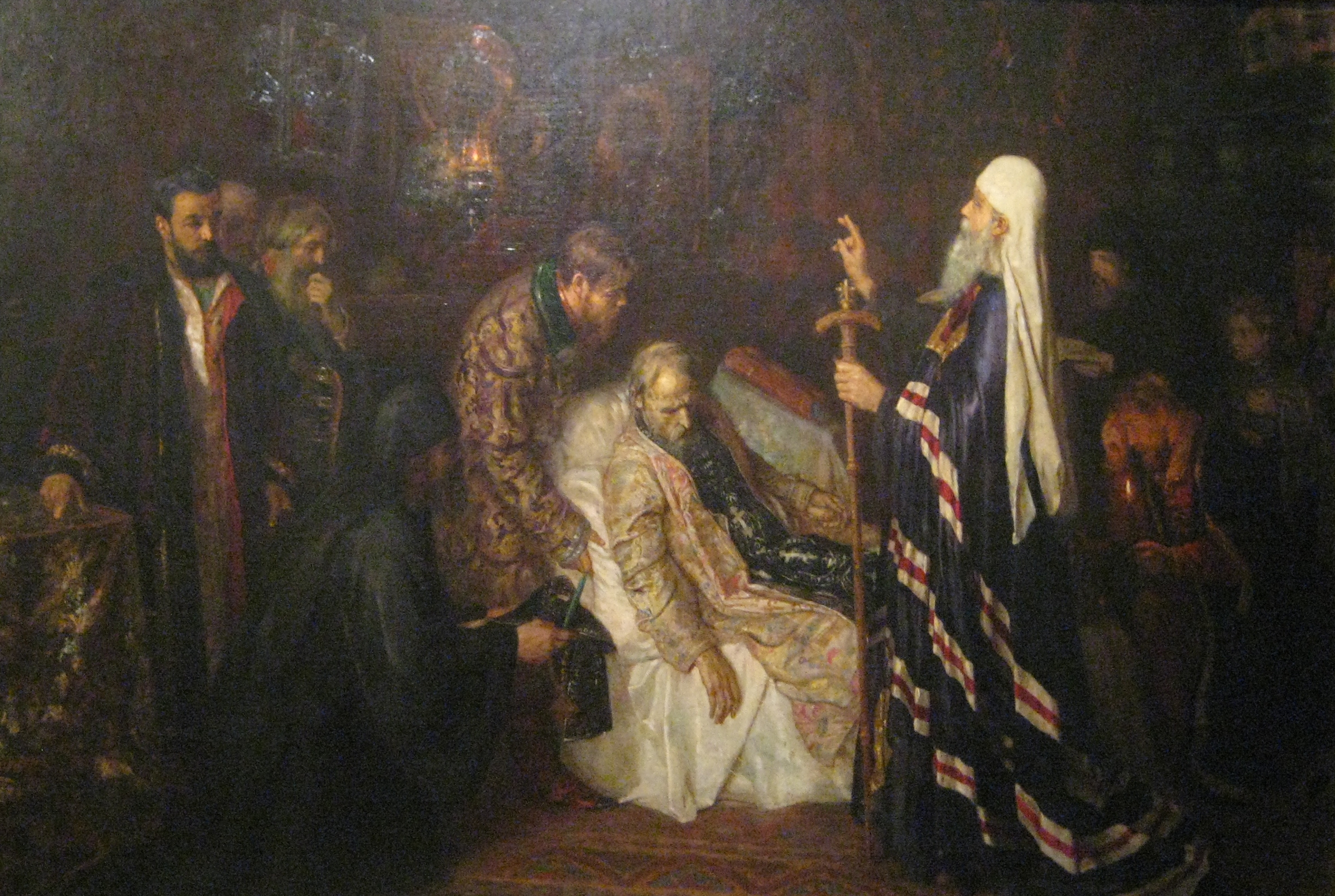
Митрополит перед кончиной Иоанна Грозного посвящает его в схиму
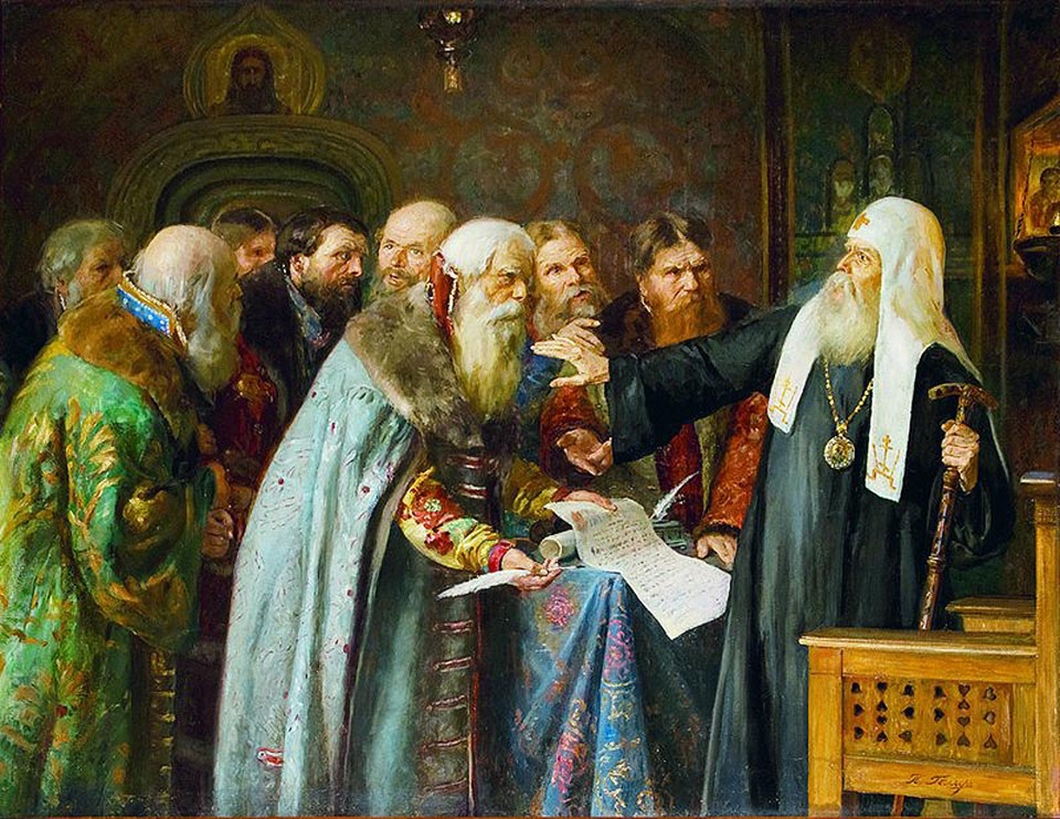
Патриарх Гермоген отказывается подписывать грамоту о роспуске ополчения.
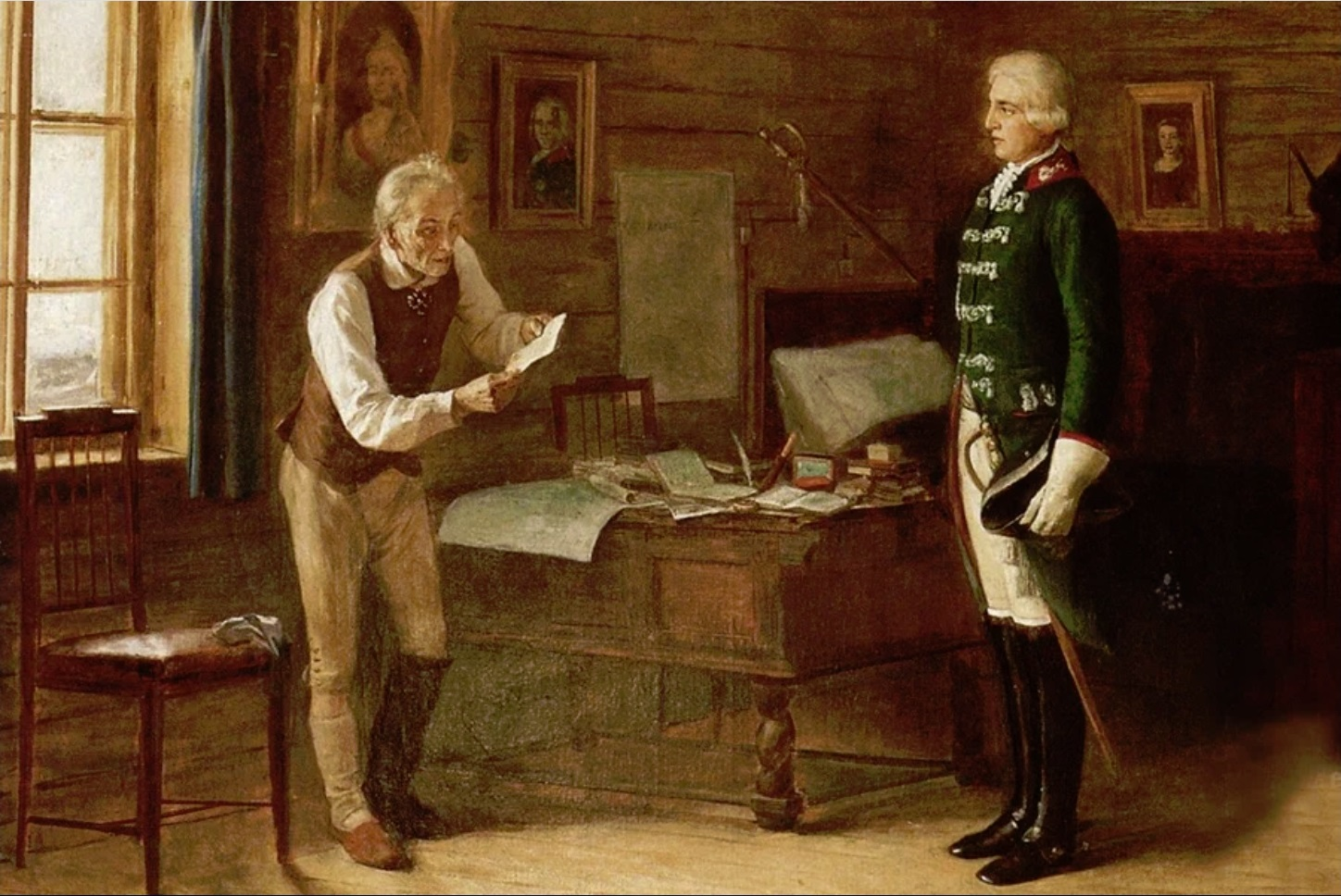
Неожиданное послание Павла I к Суворову (1902)
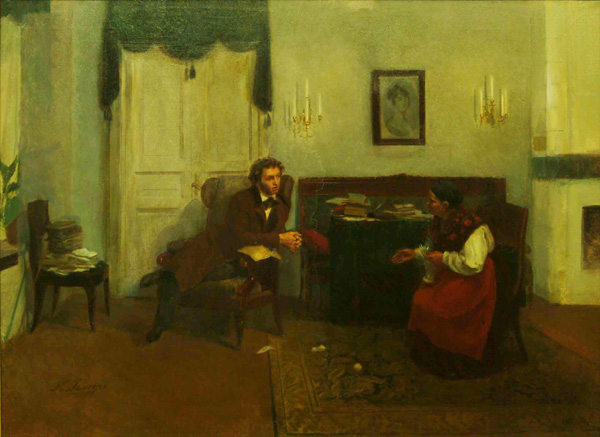
Пушкин и Арина Родионовна, 1891
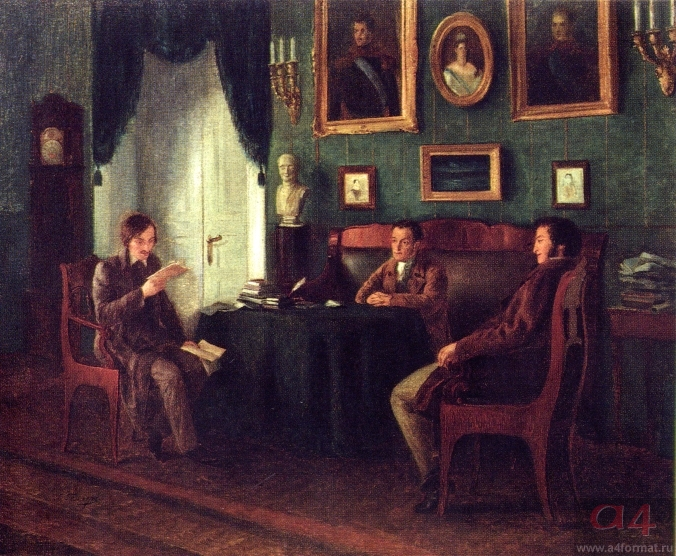
Гоголь и Жуковский у Пушкина в Царском Селе, 1910
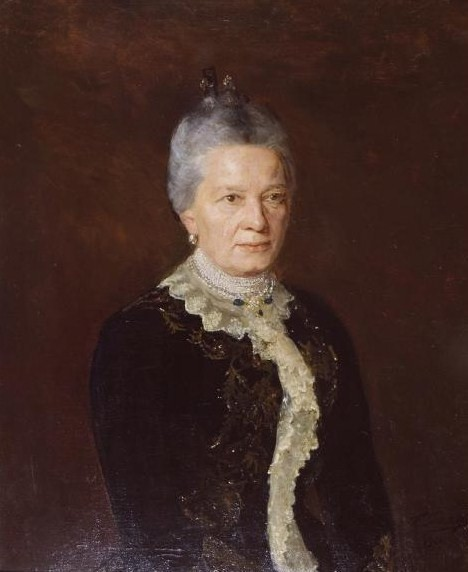
Мария Андреевна Гурко, урождённая Салиас де Турнемир, 1900-е годы.
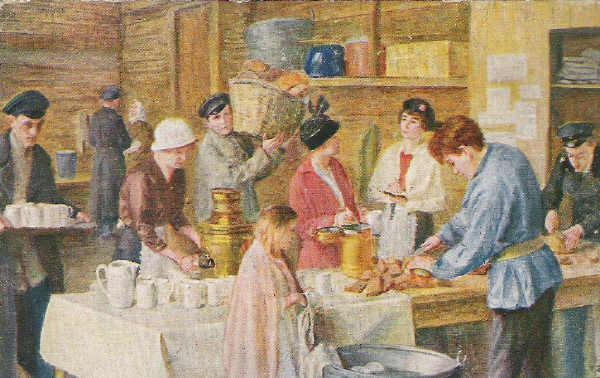
В ожидании беженцев (подготовка благотворительного обеда для беженцев из прифронтовой полосы), 1916

## Некоторые другие работы
Из крупных работ:
- «Пошехонская старина» (1890),
- «Отправка детей из воспитательного дома» (1891),
- «Посещение приюта дамой-патронессой» (1892),
- «Прием новобранцев» (1893),
- «Возвращение сельского старосты с коронации» (1897),
- «Пушкин в селе Михайловском» (1899),
- «Тактичические соображения генерала» (1901),
- «Малолетний Людовик XV у Петра Великого в Париже» (1903),
- «Гоголь среди великих друзей» (1904),
- «Душа моя скорбит» по Евангелию Марка, XIV (1905),
- «Легендарный старик Фёдор Кузьмич» (1908) и др.

Следующие картины принадлежат к лучшим работам Геллера:
- «После погрома»,
- «День траура Тиш’о б’ов»,
- «За что?» (1907),
- «Евреи на вокзале» (1907) и
- «Доколе, о Господи!» (1909)